# Потлач

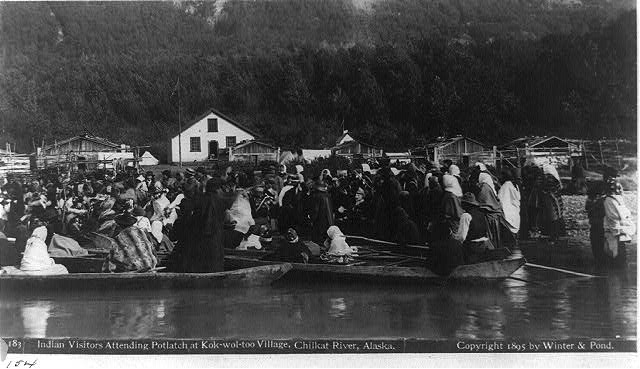
Индейцы участвуют в церемонии потлача
деревня Кок-вол-ту, начало XX века

По́тлач (нутка paɬaˑč — дар, англ. potlatch) — традиционная церемония демонстративного обмена дарами (иногда также уничтожения «излишних» материальных ценностей) индейцев тихоокеанского побережья на северо-западе Северной Америки (как в США, так и в канадской провинции Британская Колумбия). К народам, которые празднуют потлач, относятся хайда, тлингиты, цимшианы, салиши, нутка и квакиутл. Главная цель потлача — перераспределение богатств общины и налаживание общественных связей.

## Описание церемонии
Потлач представлял своего рода борьбу за максимальное влияние и авторитет, в которой вместо обычного оружия использовалось имущество и материальные ценности, принадлежавшие племени. Когда какой-нибудь видный представитель племени выстраивал «длинный дом» или проводил церемонию, связанную со свадьбой, похоронами или другим столь же важным событием, он приглашал всех родственников, а также недругов, конкурентов и недоброжелателей, чтобы поразить их своим гостеприимством и продемонстрировать свои возможности. Но зачастую последствиями этого ритуала были разорение и нищета. Слово «потлач» первоначально использовалось в чинукском жаргоне, но вскоре распространилось по всему северо-западу Северной Америки.
В хвастливом стремлении продемонстрировать своё могущество вожди и прочая знать северо-западных племён раздаривали гостям то, что накапливалось месяцами, а порой годами, хотя позволить себе подобную расточительность племя не могло. Раздавались одеяла, которые в этих районах были своего рода валютой. Направо и налево разбрасывались меха, шкуры и изделия из кожи, драгоценности, предметы домашнего обихода, лодки и другие суда, а также запасы продовольствия. В ход шла даже кухонная утварь, использовавшаяся для приготовления пищи. Для того, чтобы продемонстрировать гостям своё величие и пренебрежение к имеющемуся богатству и ценностям, по приказу вождей на глазах присутствующих сжигались или демонстративно выбрасывались в море действительно очень ценные вещи. Племена северо-запада были самыми зажиточными в Северной Америке, и в ходе подобных демонстраций изобилия пускалось на ветер имущество и ценности на сотни тысяч долларов[каких?]. Поскольку расходы, связанные с проведением потлачей, ложились не только на вождя, но и на других членов племени, легко представить, к чему это вело. С другой стороны, об успешно проведённом потлаче помнили и рассказывали годами, укрепляя таким образом авторитет клана или племени.
Потлач был широко распространён вплоть до начала XX века, после чего местные власти запретили его. Причиной запрета стала крайняя разорительность данного праздника, в ходе которого индейцы были обязаны делать весьма щедрые подарки друг другу и даже уничтожать в большом количестве своё имущество в знак благодарности богам за посланное им изобилие. В настоящее время церемония потлача возрождается, однако уже в более умеренных масштабах.

## В культуре
- Нидерландский философ и историк культуры Йохан Хёйзинга в книге «Homo ludens» (1938) говорит о потлаче как о примере игрового характера культуры.
- Американский писатель-этнограф Джеймс У. Шульц в повести «Ошибка Одинокого Бизона» (1918) описывает обряд потлача у племени пикуни конфедерации черноногих.
- Французский этнограф и социолог Марсель Мосс в эссе «Очерк о даре» (1925) обращается к феномену потлача на примере традиционных культур.